# 에리시톤 (식인)

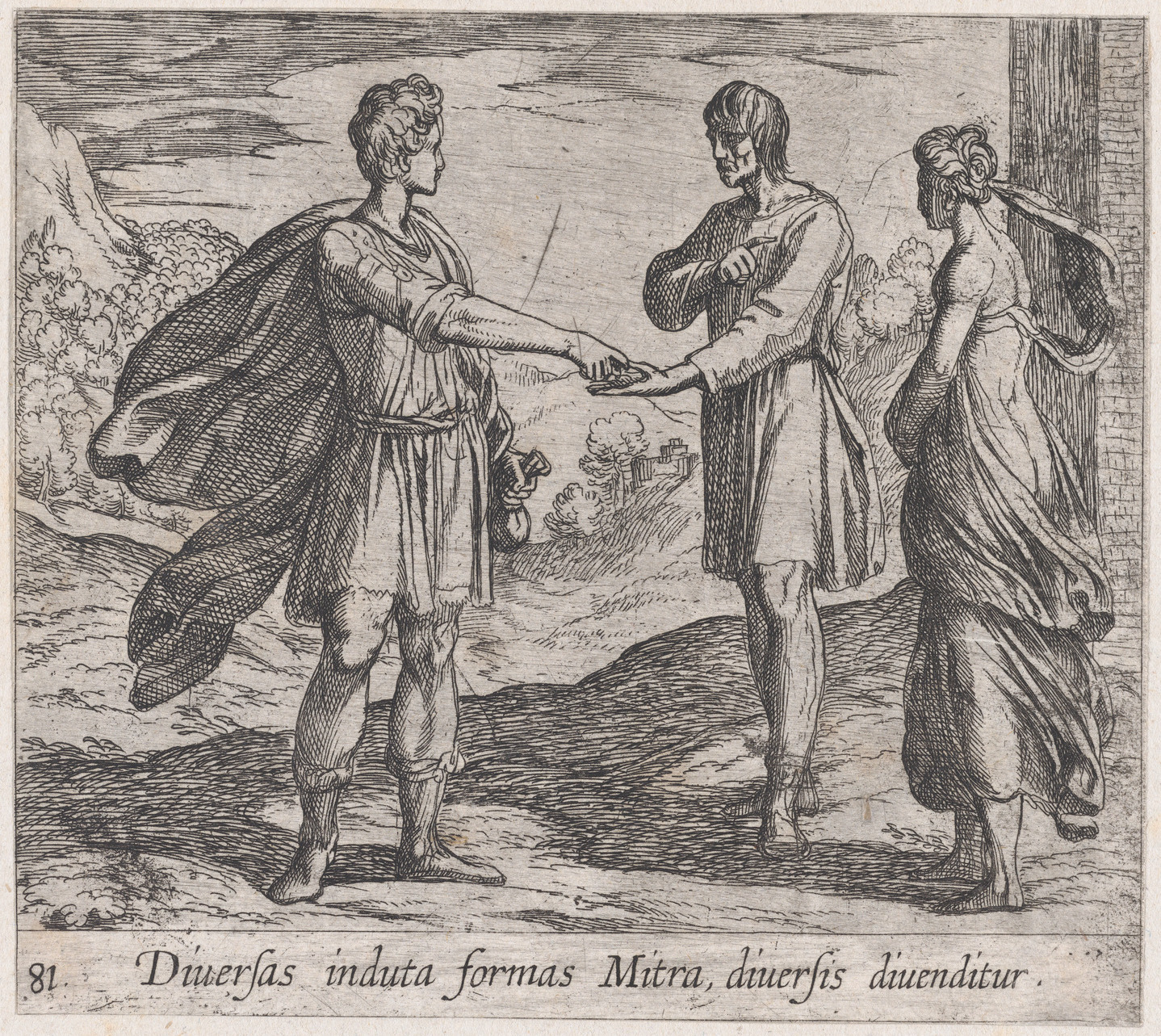

에리식톤(Erysichthon)은 그리스 신화의 인물로 데메테르 여신의 분노를 사 자신의 딸을 노예로 팔고, 몸까지 뜯어먹었다.

## 신화
에리식톤은 테살리아의 왕(혹은 지주나 부유한 상인으로도 알려져 있다.)으로 아주 부유하고 거만했다. 또한 그는 고대 그리스 신화에서 인간이 가장 멀리 해야하는 부덕(不德)인 신에 대한 불경을 보이는 사람이었다. 에리식톤은 농경지를 더 넓히기 위해, 농경의 여신인 데메테르에게 바쳐진 거대한 숲을 없애 버리려고 마음을 먹게 되었다. 그리고 그 숲을 없애는 과정에서 여신의 신목(神木)으로 숭배되며 화관으로 장식되어 있는, 숲 속 한가운데 서있는 거대한 참나무를 베어버렸다. 이 나무는 단순한 식물이 아니라 님프인 하마드라이어드(Hamadryade, Ἁμαδρυάδες)가 변신한, 매우 신성한 나무였고, 신실한 성격의 늙은 하인 한 명은 나무 앞을 막아서다가 도끼에 베여 죽게 되었다. 첫 도끼질에 참나무에서는 피가 흘러내리고 신음 소리가 들려왔으나 에리식톤은 도끼질을 멈추지 않았고 결국 참나무는 베어져 큰소리를 내며 땅에 쓰러졌다. 참나무 속에 깃든 님프의 영혼이 ‘이 원한은 데메테르 여신께서 갚아 주실 것이다.’라고 저주하였고, 숲 속의 다른 정령과 짐승들도 나무요정의 죽음을 목놓아 통곡하였다. 데메테르는 크게 분노하여 기아(飢餓, 배고픔)의 여신인 리모스(Limos)를 찾아갔다.
리모스는 불경한 에리식톤를 벌하기 위해 자신이 머무르던 땅을 떠나 테살리아로 왔고, 밤에 몰래 에리식톤의 침실로 숨어들어 잠자고 있는 그의 피에 자신의 피를 섞어 놓고 돌아갔다. 그 다음 날 아침, 잠에서 깬 에리식톤은 이제껏 단 한 번도 겪어본 적 없는 끔찍한 배고픔에 시달리게 됐었다. 그는 이 배고픔을 해결하기 위해 끊임없이 먹었으나 배고픔은 그칠 줄 몰랐고, 결국 먹는 것에 모든 재산을 탕진하고도 배고픔은 끝나지 않았다. 모든 재산을 처분해버린 에리식톤은 그의 딸인 메스트라(Mestra, Μήστρα)까지 팔아서 식량을 샀는데, 그의 딸은 아버지와 달리 매우 신실하고 착한 소녀였고, 포세이돈의 사랑을 받아 변신 능력이 있어 팔려갈 때마다 다른 동물로 변신하여 탈출 후 아버지 곁으로 돌아왔지만, 에리식톤은 계속 돌아오는 딸을 신기하게 여기지도 않았고, 그저 딸을 다시 팔 수 있다는 사실에 기뻐하며 딸 메스트라를 계속 팔아 식량을 구했다. 그러던 어느 날 식량 대신 팔려갔던 메스트라는 평소보다 늦게 돌아오게 되었고, 딸이 돌아오기 전에 이미 식량을 다 먹고도 배고픔을 이길 수 없어진 에리식톤은 자기 몸을 먹어치우기 시작했다. 발과 손부터 시작하여 전신을 뜯어먹던 그는 결국 치아만 남아서도 계속 굶주려 한다고 전해진다.